# Walter Samuel
Pour les articles homonymes, voir Samuel (nom de famille).
Walter Samuel est un footballeur international argentin né le 23 mars 1978 à Firmat (Argentine). Il a évolué au poste de défenseur central.
Surnommé "Il Muro" (Le Mur, en français), il est considéré comme l'un des meilleurs défenseurs de sa génération. Champion du monde junior en 1997, il a remporté la Ligue des champions 2010 avec l'Inter Milan.
Il est actuellement entraîneur adjoint de l'équipe d'Argentine.

## Biographie

### Carrière de joueur

#### En club

##### Débuts en Argentine
Walter Samuel commence sa carrière à Rosario dans le club de Newell's Old Boys. Il joue son premier match professionnel à Banfield le 16 juin 1996.
Une saison plus tard, il est transféré à Boca Juniors pour remplacer Nestor Fabbri, parti au FC Nantes. Il joue trois saisons chez les Xeneize avec qui il remporte au total 3 titres (Apertura 1998, Clausura 1999 et Libertadores 2000), affichant un très haut niveau et formant une charnière efficace avec le défenseur colombien Jorge Bermúdez.

##### Départ en Europe
Il est ensuite transféré en Europe, d'abord à l'AS Rome pour 19,8 millions d'euros, où il évolue durant plusieurs saisons aux côtés de son compatriote Gabriel Batistuta et du meneur de jeu italien Francesco Totti. Sous les ordres de Fabio Capello il remporte le championnat dès sa première saison. Dans la ville éternelle, il gagne son surnom, Il Muro (le mur) et s'affirme comme un des meilleurs défenseurs de Serie A.
Le Real Madrid le recrute en mai 2004 pour 27 millions d'euros, mais il peine à s'imposer et retourne en Italie après une seule saison.

##### Succès à l'Inter
En juillet 2005, Samuel est transféré à l'Inter Milan qui le recrute pour 16 millions d'euros. C'est à l'Inter qu'il remporte les plus grands succès de sa carrière et y devient un joueur adoré des supporters pour sa ténacité et son dévouement.
Il est un joueur clé de la défense des nerazzuri lors des cinq titres consécutifs remportés entre 2006 et 2010.
En décembre 2007, il se blesse au genou lors d'une victoire dans le derby milanais (2-1). Souffrant d'une rupture des ligaments croisés il doit s'absenter jusqu'à la fin de la saison.
Revenu à son meilleur niveau durant la saison 2009-2010, il redevient un élément essentiel de la défense nerazzurra mise en place par José Mourinho. Il évolue au côté de Lúcio et forme ainsi l'une des meilleures défenses centrales d'Europe. Cette saison l'Inter réalise le triplé Coupe-Championnat-Ligue des Champions, triplé inédit dans l'histoire du football italien.
Le 6 novembre 2010, il se blesse de nouveau gravement au genou lors d'une rencontre de championnat, il est écarté des terrains durant toute la saison.
En fin de contrat à l'intersaison 2014, Walter Samuel quitte l'Inter après 9 saison et rejoint le FC Bâle.
Il annonce en octobre 2015 prendre sa retraite à la fin de la saison 2015-2016. En fin de son contrat avec le FC Bâle, il se retire donc des terrains à l'âge de 38 ans après deux nouveaux championnats remportés en deux saisons.

#### En équipe nationale
Il remporte le championnat du monde juniors 1997 disputé en Malaisie dans une équipe comptant également dans ses rangs Diego Rodolfo Placente et Juan Román Riquelme. Il est appelé en équipe nationale à partir de 1999.
Il compte 57 sélections et inscrit 5 buts avec l'équipe d'Argentine. Samuel prend part avec l'Argentine à la Copa América 1999, puis à la Coupe du monde 2002, à la Coupe des confédérations 2005, et enfin aux qualifications pour la Coupe du monde 2006.
À la suite de sa très bonne saison 2009-2010 avec l'Inter, il est retenu par le sélectionneur Diego Maradona dans la liste des 23 joueurs argentins pour disputer la Coupe du monde 2010.

### Reconversion comme entraîneur

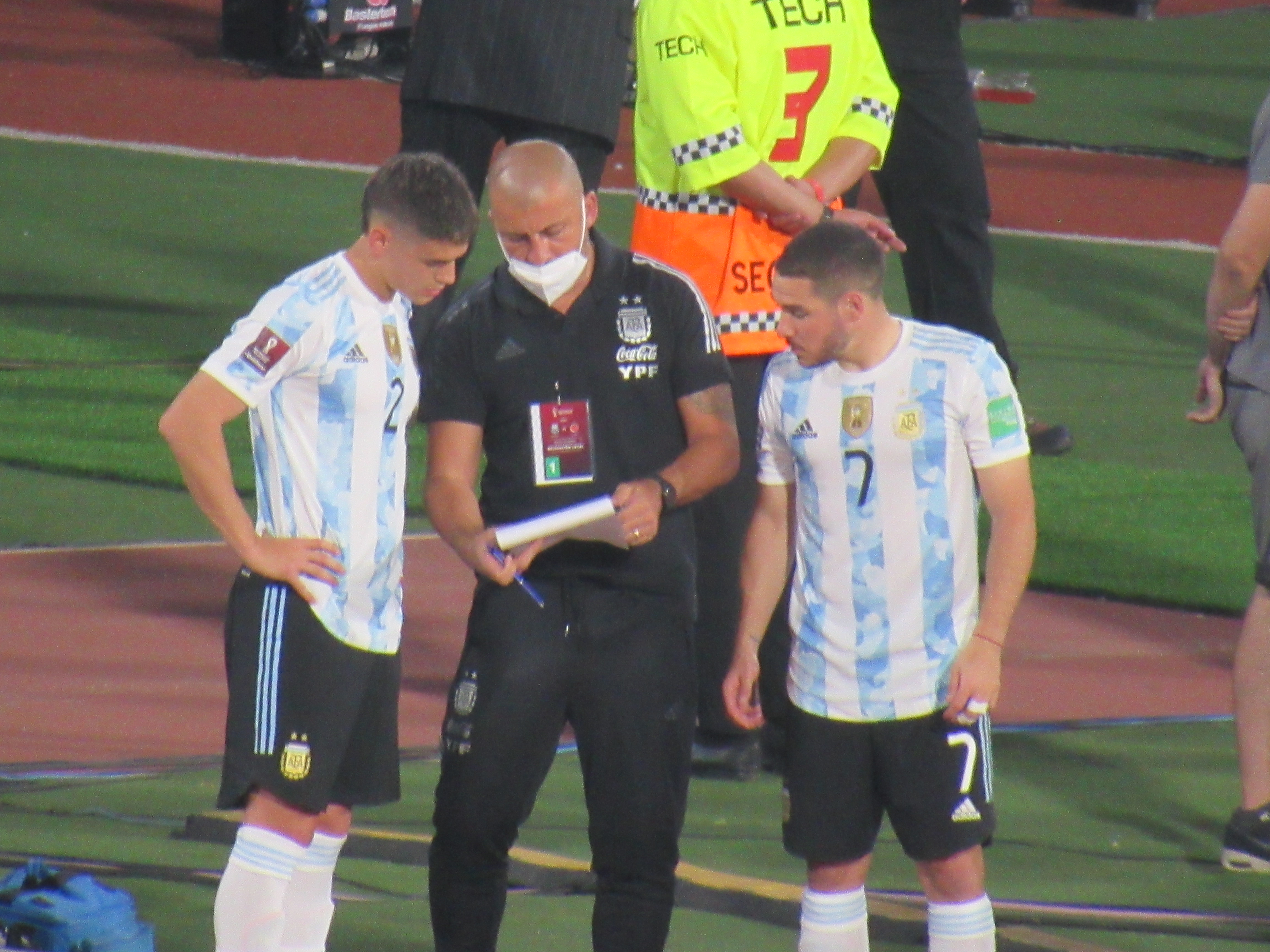
Walter Samuel en tant qu'entraîneur adjoint de l'équipe d'Argentine en 2022

Après sa retraite sportive, Walter Samuel rejoint le staff technique de Stefano Pioli à l'Inter Milan de novembre 2016 à mai 2017 suite, jusqu’à ce que Pioli soit démis de ses fonctions. En 2017, Samuel est nommé entraîneur adjoint de Pierlugi Tami au FC Lugano.

#### Entraîneur adjoint de la sélection argentine
Walter Samuel devient en 2018 entraîneur-adjoint de Lionel Scaloni en sélection argentine. Il le remplace le 27 janvier 2022 lors d'un match contre le Chili, Scaloni étant testé positif au SARS-CoV-2 et indisponible.
Il fait partie du staff technique argentin qui remporte la Copa America 2021 et la Coupe du Monde 2022.

## Palmarès

### Joueur

#### En équipe nationale
- Vainqueur de la Coupe du monde des moins de 20 ans 1997
- Finaliste de la Coupe des confédérations 2005

#### En club

##### Avec Boca Juniors
- Vainqueur de la Copa Libertadores en 2000
- Champion d'Argentine 1998 (Aperture) et 1999 (Clausura)

##### Avec l'AS Rome
- Champion d'Italie en 2001
- Vainqueur de la Supercoupe d'Italie en 2001 avec l'AS Rome

##### Avec l'Inter Milan
- Vainqueur de la Ligue des Champions en 2010
- Vainqueur de la Coupe du monde des clubs en 2010
- Champion d'Italie en 2006, 2007, 2008, 2009 et 2010
- Vainqueur de la Coupe d'Italie en 2006 et 2010
- Vainqueur de la Supercoupe d'Italie en 2006, 2008 et 2010

##### Avec le FC Bâle
- Championnat de Suisse en 2015 et 2016

### Entraîneur

#### En équipe nationale
- Vainqueur de la Coupe du monde 2022 (adjoint)
- Vainqueur de la Copa America 2021 (adjoint)
- Vainqueur de la Finalissima 2022 (adjoint)

## Distinction
Meilleur défenseur de l'année de Serie A en 2010